# Двойная шестёрка Шлефли

Двойная шестёрка Шлефли

В геометрии двойная шестёрка Шлефли — это конфигурация из 30 точек и 12 прямых в трёхмерном Евклидовом пространстве, введённая Людвигом Шлефли в 1858 году. Прямые конфигурации можно разделить на два подмножества по шесть прямых: каждая прямая не пересекается (перпендикулярна) с прямыми из своего подмножества и пересекается со всеми прямыми из другого подмножества, кроме одной. Каждая из 12 линий конфигурации содержит пять точек пересечения, и каждая из этих 30 точек пересечения принадлежит ровно двум линиям, по одной из каждого подмножества, поэтому в обозначении конфигураций двойная шестёрка Шлефли записывается как 302125.

## Построение
Как показал Шлефли, двойную шестерёнку можно построить из любых пяти прямых a1, a2, a3, a4, a5, которые пересекаются в одной точке b6, но в остальном находятся в общем положении (в частности, каждые две прямые ai и aj должны быть наклонены, и ни одна четвёрка прямых ai не должна лежать на общей линейчатой поверхности). Для каждой из пяти прямых ai в дополнительном наборе из четырёх прямых из пяти есть две секущие: b6 и вторая прямая bi. Пять прямых b1, b2, b3, b4 и b5, образованных таким образом, в свою очередь, пересекаются с другой прямой a6. Двенадцать прямых ai и bi образуют двойную шестерку: каждая прямая ai пересекается с пятью другими прямыми bj, для которых i ≠ j, и наоборот.
Альтернативная конструкция, показанная на иллюстрации, представляет собой двенадцать линий, проходящих через шесть центров граней куба, каждая из которых лежит в плоскости грани и образует одинаковые углы с рёбрами куба. После построения любым из этих способов двойную шестёрку можно спроецировать на плоскость, образовав двумерную систему точек и линий с таким же характером взаимного расположения..

## Связанные объекты

Граф короны с 12 вершинами, граф пересечений линий двойного шестиугольника

Общая кубическая поверхность содержит 27 прямых, среди которых можно найти 36 конфигураций «двойная шестерка» по Шлефли. Для представления всех этих прямых может потребоваться использовать комплексные числа в качестве координат; кубические поверхности могут иметь менее 27 прямых, заданных действительными числами. В любом таком наборе из 27 прямых 15 прямых, дополняющих «двойную шестерку», вместе с 15 касательными плоскостями, проходящими через тройки этих прямых, образуют другую конфигурацию — конфигурацию Кремоны — Ричмонда.
Граф пересечений двенадцати линий конфигурации «двойная шестерка» представляет собой коронный граф с двенадцатью вершинами, двудольный граф, в котором каждая вершина смежна с пятью из шести вершин противоположного цвета. Граф Леви конфигурации «двойная шестерка» можно получить, заменив каждое ребро коронного графа путем из двух ребер. Граф пересечений всего набора из 27 прямых на кубической поверхности является дополнением графа Шлефли.